# اول در نامش
«اول در نامش» (به انگلیسی: First of His Name) پنجمین اپیزود از فصل چهارم سریال درام-فانتزی آمریکایی، بازی تاج‌وتخت، و به‌طور کلی ۳۵مین اپیزود پخش شده از این مجموعه است. این اپیزود در تاریخ ۴ مهٔ ۲۰۱۴ در ایالات متحده و کانادا از شبکه کابلی اچ‌بی‌او به نمایش درآمد. کارگردانی این اپیزود بر عهده میشل مک‌لارن بوده‌است.